# Таока, Кадзуо
Кадзуо Таока (яп. 田岡一雄 Таока Кадзуо, 28 марта 1913, дер. Митака (теперь пос. Хигасимиёси), преф. Токусима — 30 июля 1981, Амагасаки, преф. Хиого) — японский криминальный деятель, один из наиболее известных «крёстных отцов» якудза, третий кумитё Ямагути-гуми, крупнейшей группировки якудза, с 1946 по 1981 год. В период его руководства в Ямагути-гуми насчитывалось порядка 13000 членов.

## Биография
Родился в семье бедного крестьянина в деревне на острове Сикоку, был вторым ребёнком в семье. Его отец умер ещё до его рождения, а мать — когда ему было четыре или, по другим данным, шесть лет. Некоторое время его воспитывали родственники родителей, при этом он регулярно подвергался насилию со стороны своего дяди-алкоголика. В 1925—1927 годах посещал школу, позже стал уличным преступником, параллельно подрабатывая токарем на верфи. С 1929 года прекратил работать и вступил в одну из уличных банд в Кобе, а в начале 1930-х годов уже входил в окружение Нобору Ямагути, местного босса группировки якудза Ямагути-гуми. В те времена он получил прозвище «медведь» (яп. クマ) за свою манеру бить противников в глаза во время драк.
В 1934 году был посажен на год в тюрьму за нанесение тяжких телесных повреждений. 25 февраля 1937 года Кадзуо был арестован за убийство на восемь лет, но провёл в тюрьме только шесть, выйдя на свободу по амнистии 14 июля 1943 года. В период Второй мировой войны Ямагути-гуми фактически распалась, но Кадзуо предпринял эффективные меры к её восстановлению и в октябре 1946 года стал кумихо. При его правлении Ямагути-гуми превратилась в богатую и влиятельную группировку, контролировавшую большое количество нелегальных сфер деятельности в регионе, от шоу-бизнеса и проституции до контрабанды и игорных домов.
В 1963 году группировка попала под усиленный надзор полиции, а 28 декабря 1966 года Кадзуо было предъявлено обвинение в уклонении от налогов, а в последующие годы — и в других преступлениях (так, 25 апреля 1969 года его обвинили в вымогательствах). С этого момента начался длительный судебный процесс, который продолжался до конца его жизни. Тем не менее Кадзуо не оставил руководство Ямагути-гуми и продолжал активно действовать. В частности, в 1972 году в его доме был заключён союз между Ямагути-гуми и Инагава-кай. 11 июля 1978 года на Кадзуо было совершено неудачное покушение в ночном клубе в Киото, когда преступник выстрелил ему в затылок.
Таока Кадзуо умер в 1981 году от сердечного приступа, за месяц до того, как районный суд Кобе должен был вынести приговор по его делу. После его смерти обязанности кумихо Ямагути-гуми до 1984 года исполняла его вдова Фумико.